# Маријано Пернија
Маријано Андрес Пернија Молина (шп. Mariano Andrés Pernía Molina; 4. мај 1977) бивши је шпански фудбалер који је играо на позицији левог бека у одбрани.
Рођен је у Аргентини где је и почео своју фудбалску каријеру, али се касније преселио у Шпанију где је наступао и за репрезентацију на Светском првенству 2006.